# Missaukee County
Missaukee County ist ein County im Bundesstaat Michigan der Vereinigten Staaten. Der Verwaltungssitz (County Seat) ist Lake City. Das U.S. Census Bureau hat bei der Volkszählung 2020 eine Einwohnerzahl von 15.052 ermittelt.

## Geographie
Das County liegt im mittleren Norden der Unteren Halbinsel von Michigan und hat eine Fläche von 1486 Quadratkilometern, wovon 18 Quadratkilometer Wasserfläche sind. Es grenzt im Uhrzeigersinn an folgende Countys: Kalkaska County, Roscommon County, Clare County, Osceola County und Wexford County.

## Geschichte
Missaukee County wurde 1840 aus Teilen des Mackinac County gebildet. Benannt wurde es nach Missaukee, einem Häuptling der Ottawa.
Drei Stätten des Countys sind im National Register of Historic Places eingetragen (Stand 27. Januar 2018).

## Demografische Daten

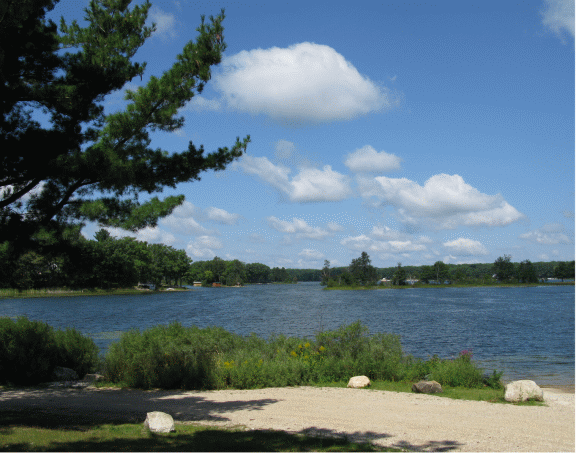
Der Lake Sapphire

Nach der Volkszählung im Jahr 2000 lebten im Missaukee County 14.478 Menschen in 5.450 Haushalten und 4.043 Familien. Die Bevölkerungsdichte betrug 10 Einwohner pro Quadratkilometer. Ethnisch betrachtet setzte sich die Bevölkerung zusammen aus 97,50 Prozent Weißen, 0,20 Prozent Afroamerikanern, 0,50 Prozent amerikanischen Ureinwohnern, 0,24 Prozent Asiaten, 0,37 Prozent aus anderen ethnischen Gruppen; 1,19 Prozent stammten von zwei oder mehr Ethnien ab. 1,17 Prozent der Bevölkerung waren spanischer oder lateinamerikanischer Abstammung.
Von den 5.450 Haushalten hatten 34,0 Prozent Kinder unter 18 Jahren, die bei ihnen lebten. 62,8 Prozent waren verheiratete, zusammenlebende Paare, 7,4 Prozent waren allein erziehende Mütter und 25,8 Prozent waren keine Familien. 21,5 Prozent waren Singlehaushalte und in 9,5 Prozent lebten Menschen im Alter von 65 Jahren oder darüber. Die Durchschnittshaushaltsgröße betrug 2,62 und die durchschnittliche Familiengröße lag bei 3,03 Personen.
27,1 Prozent der Bevölkerung waren unter 18 Jahre alt. 7,5 Prozent zwischen 18 und 24 Jahre, 27,2 Prozent zwischen 25 und 44 Jahre, 23,4 Prozent zwischen 45 und 64 Jahre und 14,8 Prozent waren 65 Jahre oder älter. Das Durchschnittsalter betrug 38 Jahre. Auf 100 weibliche Personen kamen 99,5 männliche Personen. Auf 100 Frauen im Alter von 18 Jahren und darüber kamen statistisch 98 Männer.
Das jährliche Durchschnittseinkommen eines Haushalts betrug 35.224 US-Dollar, das Durchschnittseinkommen einer Familie 39.057 USD. Männer hatten ein Durchschnittseinkommen von 30.565 USD, Frauen 20.905 USD. Das Prokopfeinkommen betrug 16.072 USD. 8,2 Prozent der Familien und 10,7 Prozent der Bevölkerung lebten unterhalb der Armutsgrenze.

## Orte im County
- Arlene
- Butterfield
- Cutcheon
- Dinca
- Dolph
- Falmouth
- Jennings
- Lake City
- Lucas
- McBain
- Merritt
- Moddersville
- Moorestown
- Morey
- Pioneer
- Prosper
- Star City
- Stittsville
- Vogel Center

Townships
- Aetna Township
- Bloomfield Township
- Butterfield Township
- Caldwell Township
- Clam Union Township
- Enterprise Township
- Forest Township
- Holland Charter Township
- Lake Township
- Norwich Township
- Pioneer Township
- Reeder Township
- Richland Township
- Riverside Township
- West Branch Township